# Montehermoso
Montehermoso är en ort och kommun i provinsen Cáceres i den autonoma regionen Extremadura i västra Spanien. Orten ligger cirka 68,5 kilometer norr om Cáceres. Kommunen har 5 586 invånare (2024), på en yta av 96,45 km².